# Proprioscypha
Proprioscypha is een geslacht van schimmels behorend tot de familie Hyaloscyphaceae. De typesoort is Proprioscypha corticicola.

## Soorten
Volgens Index Fungorum telt het geslacht twee soorten (peildatum september 2023):
| Soortnaam                 | Auteur(s)        | Publicatiejaar |
| ------------------------- | ---------------- | -------------- |
| Proprioscypha corticicola | Spooner          | 1987           |
| Proprioscypha echinulata  | Raitv. & Leenurm | 2001           |